# Односи Србије и Никарагве
Односи Србије и Никарагве су инострани односи Републике Србије и Републике Никарагве.

## Билатерални односи
Дипломатски односи са Никарагвом су успостављени 1979. године.
Амбасада Републике Србије у Мексико Ситију (Мексико) радно покрива Никарагву.
Никарагва је гласала против пријема Косова у УНЕСКО 2015.

### Политички односи
- Министар иностраних послова Никарагве Самуел Сантос Лопез боравио је у посети Републици Србији, 23-25. октобра 2013.[1]

### Економски односи
- У 2020. години трговинску размену чинили су извоз (217.000 долара) и увоз у вредности од 1 милион УСД.
- У 2019. години трговинску размену чинили су извоз (179.000 УСД) и увоз у вредности од 216 хиљада долара.
- У 2018. години трговинску размену чинио је готово 99% увоз који је вредео 155 хиљада УСД.[3][4]

### Некадашњи дипломатски представници

#### У Манагви
- Роналд Стрелец, амбасадор, 1989—
- Душан Трифуновић, амбасадор, 1985—1989.
- Иван Коић, амбасадор, 1984—1985.